# Либерум вето
Либерум вето (лат. Liberum veto значи „слободно забрањујем") је био парламентарно средство, које је омогућавало сваком посланику у пољском Сејму да спречи доношење закона ако се не слаже са њим. Примена тога принципа је омогућила да околне силе контролишу Пољску и да је доведу у стање анархије. 

## Порекло
Правило се развило из принципа једногласног доношења одлуке и из федеративног карактера Пољско-литванске уније, која је у суштини била федерација земаља. Сваки посланик у Сејму изабран је на локалној скупштини и представљао је цели регион. Он је због тога био одговоран локалној скупштини за све одлуке, које су се доносиле у Сејму. Одлуке које би доносила већина против воље мањине, па макар та мањина био један делегат, сматрала се кршењем принципа политичке једнакости.
Верује се, иако погрешно, да је либерум вето први пут искористио делегат Владислав Сичински 1652. године. Он је само дао вето на продужење рада Сејма ван граница дозвољеним статутом. По први пут је употребом либерум вета прерано прекинут рад Сејма 1669. године.
У првој половини 18. века постало је уобичајено да се седнице Сејма прекидају употребом либерум вета. Пољски суседи Русија и Пруска су почеле искориштавати либерум вето у своју корист. Било је то погодно оруђе за спречавање покушаја реформе и ојачања Пољско-литванске уније. Довољно је било да поткупе поједине делегате и да спрече доношење закона, који им не одговарају. Унија је од европске силе клизила у стање анархије. Русија и Пруска су тако могле контролисати Пољску.

## 1764.
После 1764, уведен је принцип да либерум вето не важи на конфедералном Сејму. Депутати би на почетку седнице Сејма формирали конфедерацију да би спречили прекиде употребом либерум вета.
Мајским уставом проглашеним 3. маја 1791. укинуто је либерум вето и уведен принцип конфедералног Сејма. Тиме је установљен принцип већинског одлучивања. Међутим тај устав је укинут на конфедералном Сејму у Гродну 1793. године. Тај сејм је под притиском Русије и Пруске ратификовао Другу поделу Пољске.